# (How Does It Feel to Be) On Top of the World?
"(How Does It Feel to Be) On Top of the World?" é um single promocional do supergrupo britânico England United, formado pelas bandas Echo & the Bunnymen, Space e Spice Girls. Foi tema da Inglaterra na Copa do Mundo FIFA de 1998.

## Posição nas paradas musicais
| Parada (1998)                     | Melhor posição |
| --------------------------------- | -------------- |
| Escócia (Official Charts Company) | 38             |
| Reino Unido (UK Singles Chart)    | 9              |